# Карман, Тавакуль
Тавакуль Абдель-Салам Карман (араб. توكل عبد السلام خالد كرمان‎ [Tawakkul ‘Abd us-Salām Karmān], также Таваккуль, Тавакель; родилась 7 февраля 1979 года, Таиз, ЙАР) — йеменская правозащитница, журналистка и политик. Лауреат Нобелевской премии мира за 2011 год совместно с Леймой Гбови и Элен Джонсон-Серлиф «за ненасильственную борьбу за безопасность женщин и за права женщин на полноправное участие в построении мира». Стала первым гражданином Йемена, первой арабской женщиной и второй мусульманкой, получившей Нобелевскую премию, а также одной из самых молодых нобелевских лауреатов.
Получила международную известность в 2011 году в ходе революции в Йемене (часть Арабской весны; йеменцы её даже называли «железной женщиной» и «матерью революции».
Журналистикой начала заниматься в 2005 году. В 2007 году выступила в защиту мобильного новостного сервиса, лишённого лицензии. Позднее организовывала еженедельные акции в защиту свободы прессы. Поддерживала «Жасминовую революцию» в Тунисе, приведшую к отставке Бен Али; была политическим оппонентом Президента Йемена Салеха.
По данным WikiLeaks (перехваченное саудовское сообщение), Тавакуль Карман, публично осуждавшая политику Саудовской Аравии, тайно встречалась с представителями властей этой страны и просила их о поддержке, а также обвиняла Мансура Хади в поддержке хути и Алькаиды.

## Семья, детство и юность
Тавакуль Карман родилась 7 февраля 1979 года в городе Мехлав мухафазы Йемена. Отец — Абдель Салам Карман, юрист и политик, дважды побывавший министром юстиции в правительстве Али Абдаллы Салеха. Выросла в окрестностях города Таиза, обучалась в этом городе.
Тавакуль Карман заявляет, что её семья происходит из Анатолии и города Караман, расположенного в современной Турции. Правительство Турции предложило ей турецкое гражданство, и Карман приняла его из рук министра иностранных дел Ахмета Давутоглу 11 октября 2012 года.
Известны её сёстры: поэтесса Тарик Карман, и Сафа Карман — журналист телеканала «Аль-Джазира».
Муж — Мохаммед аль Нахми; растят троих детей.

## Образование

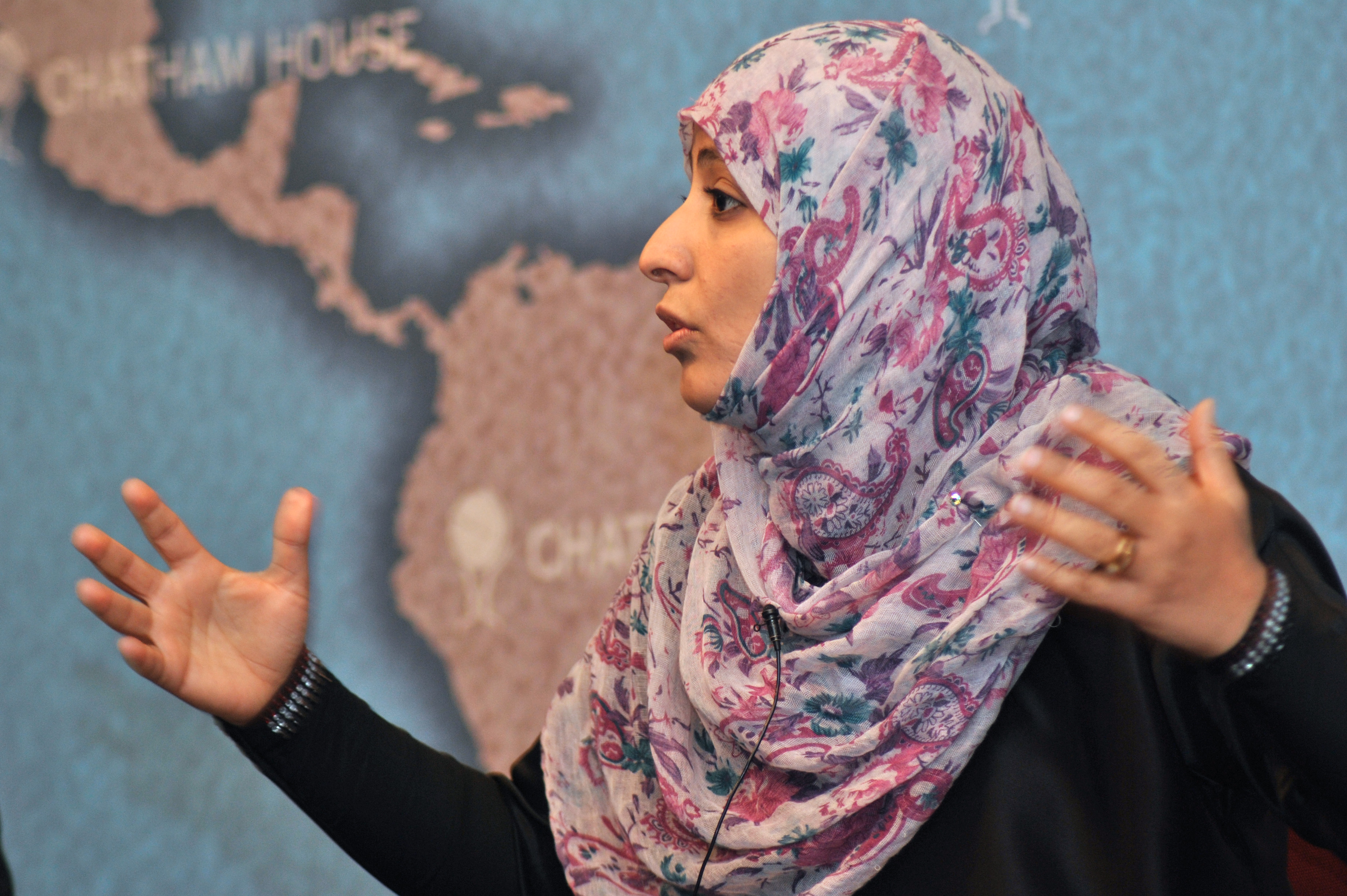
Карман в декабре 2011 г.

Получила степень бакалавра экономики в Университете науки и технологий Саны (араб. جامعة_العلوم_والتكنولوجيا_اليمنية‎), затем — магистра политологии в Университете Саны (араб. جامعة_صنعاء‎). В 2012 году стала почётным доктором международного права Альбертского университета (Канада).

## Общественно-политическая деятельность
В 2005 году Тавакуль Карман вместе с семью другими женщинами-журналисткаим создала правозащитное движение «Журналистки без цепей» (англ. Women Journalists Without Chains (WJWC)), целью которого является защита прав человека, в особенности права на свободу убеждений и на свободное их выражение и демократических прав. Другое название этой же организации — «Женщины-репортёры без границ» (англ. Female Reporters Without Borders); оно было принято как официальное, чтобы получить лицензию от правительства.
По утверждению Карман, она получала от властей угрозы по телефону и по почте из-за её отказа принять отклонение заявки движения на создание официальной газеты и радиостанции. По словам её сестры Тарик, 26 января 2011 года какой-то «высокопоставленный йеменский чиновник» позвонил Тавакуль и угрожал ей смертью, если она продолжит проводить акции протеста. Американский журналист Декстер Филкинс (англ. Dexter Filkins) в статье в журнале «The New Yorker» утверждал, что тем высокопоставленным чиновником был сам Президент Йемена Салех.
В это же время «Женщины-репортёры без границ» выступает в поддержку свободы для новостного SMS-сервиса, плотно контролировавшегося властями, несмотря на то, что такой контроль противоречил принятому в 1990 году Закону о прессе. В 2007 году эта же правозащитная группа публикует отчёт о нарушениях свободы прессы в Йемена, начиная с 2005 года.
В 2009 году Карман выступает с критикой деятельности Министерства информации, инициировавшего судебные процессы против ряда журналистов.
С 2007 по 2010 годы Карман неоднократно организовывала акции протеста и сидячие демонстрации на Площади Свободы в Сане перед зданием правительства. На одной из тех акций в 2010 году женщина нападала на Тавакуль Карман с кинжалом-джамбией, но сторонникам Тавакуль удалось пресечь это покушение.
Карман неоднократно подвергалась политическим преследованиям за свою активную позицию по продвижению демократии. Так, в январе 2011 года она на короткий срок была арестована за якобы ведущую роль в организации незаконных протестов и подстрекательстве к беспорядкам в Йемене.

## Политические убеждения

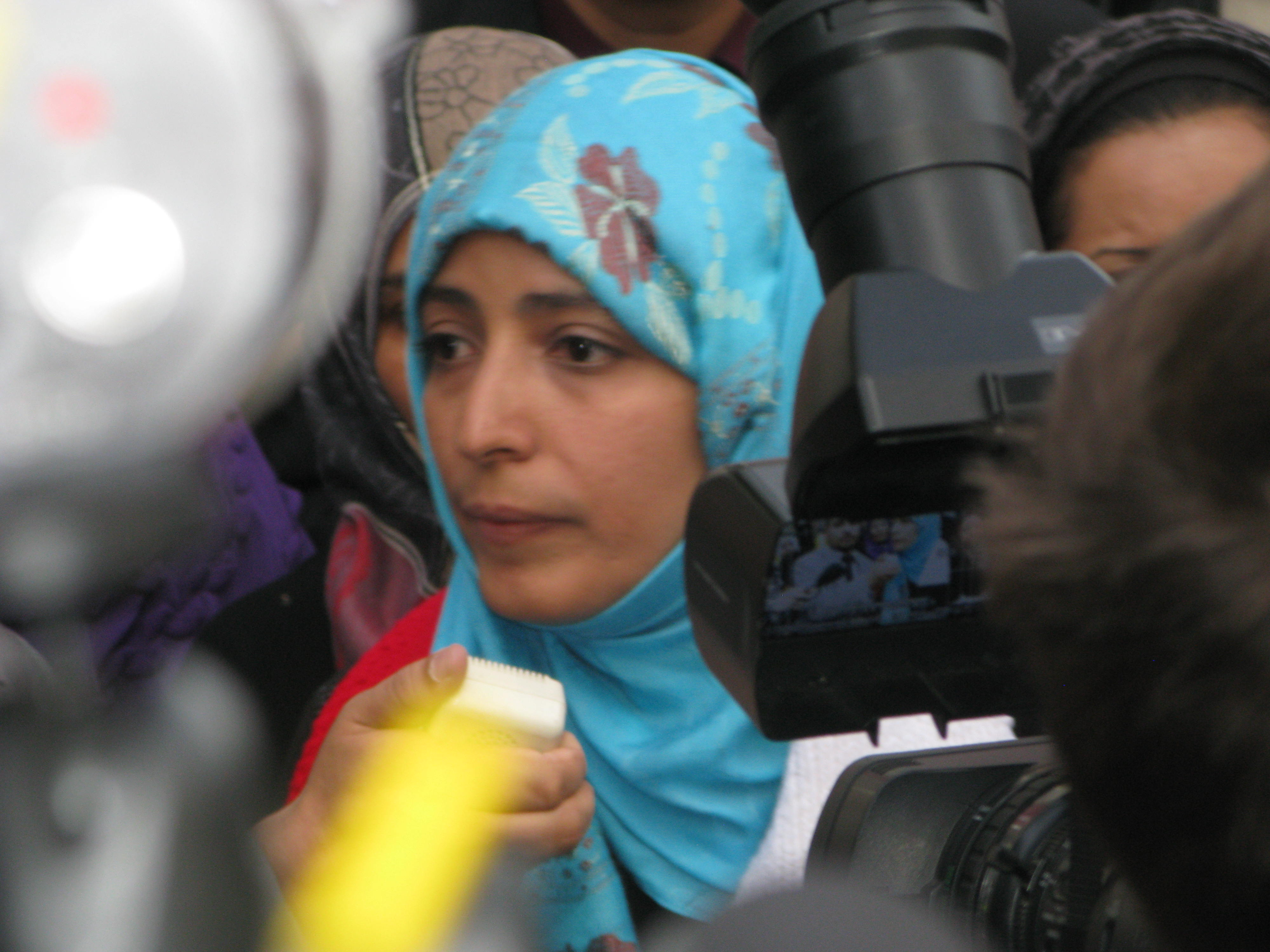
Тавакуль Карман на акции протеста у здания ООН. 18 октября 2011 г.

Тавакуль Карман — член оппозиционной политической партии «Ислах», входит в созданный этой партией «Совет Шуры́», но не является депутатом парламента. «Ислах» — политическая партия «зонтичного» типа структуры. Первоначально создавалась как «Исламская политическая партия», но в дальнейшем выросла в большое движение, оппозиционное Президенту Йемена Салеху. Основной электорат «Ислаха» — салафиты и сторонники «Братьев-мусульман». Сама же Карман не относит себя ни к одной из этих политических группировок, и занимает более умеренную позицию, чем салафиты и «Братья-мусульмане». Весьма противоречивым выглядит то, что Тавакуль Карман состоит в одной политической партии с Абдулом Маджидом аль Зиндани (араб. عبد المجيد الزنداني‎), который был начальником йеменской ячейки «Братьев-мусульман», а ныне возглавляет салафитское крыло партии «Ислах», придерживающееся более консервативных позиций по вопросам брака и женщин. Кроме того, власти США подозревают Зиндани в причастности к финансированию терроризма: «Офис по контролю за иностранными активами» внёс его в «Список особо указанных граждан» (англ. Specially Designated Nationals List), американским гражданам и организациям запрещено переводить ему деньги, оказывать благотворительную помощь или сотрудничать с ним. Кроме того, Зиндани долго был связан с исламским радикалом Анваром аль-Авлаки, уничтоженным 30 сентября 2011 г. ракетным ударом с беспилотника в ходе контртеррористической операции США по подозрению в связях с «Аль-Каидой» и участии в терактах.
При этом Тавакуль Карман заявила о своей независимости от линии партии: «Я не представляю партию „аль-Ислах“, и не связана с её позициями. Моя позиция определяется моими убеждениями, и я ни у кого не спрашиваю разрешения».
Участие Карман в акциях протеста началось с выступлений в защиту свободы прессы в Йемене. По поводу разразившегося в 2005 году карикатурного скандала она написала: «Мы не призываем к тирании и запретам на свободу».
Для Тавакуль Карман её внешний вид также служит средством выражения умеренных политических убеждений. По этой причине она перестала носить традиционный чёрный никаб и надела разноцветный и не закрывающий лицо хиджаб. Первый раз Карман появилась на публике без никаба на конференции в 2004 году, а затем и на телевидении — выражая свою убеждённость в том, что требование покрываться полностью — не установлено исламом, а является особенностью культуры. В 2010 году в интервью газете «Yemen Times» (араб. يمن تايمز‎) Карман заявила:

Женщины должны перестать быть или ощущать себя частью проблемы — и стать частью решения. Мы долго были маргинализованы, но теперь настало время отстоять [свои интересы] и становиться активными, не спрашивая ни у кого разрешения или одобрения [на это]. Это — единственный путь, на котором мы сможет отплатить нашему обществу и позволить Йемену реализовать свой великий потенциал.
Оригинальный текст (англ.)Women should stop being or feeling that they are part of the problem and become part of the solution. We have been marginalized for a long time, and now is the time for women to stand up and become active without needing to ask for permission or acceptance. This is the only way we will give back to our society and allow for Yemen to reach the great potentials it has.

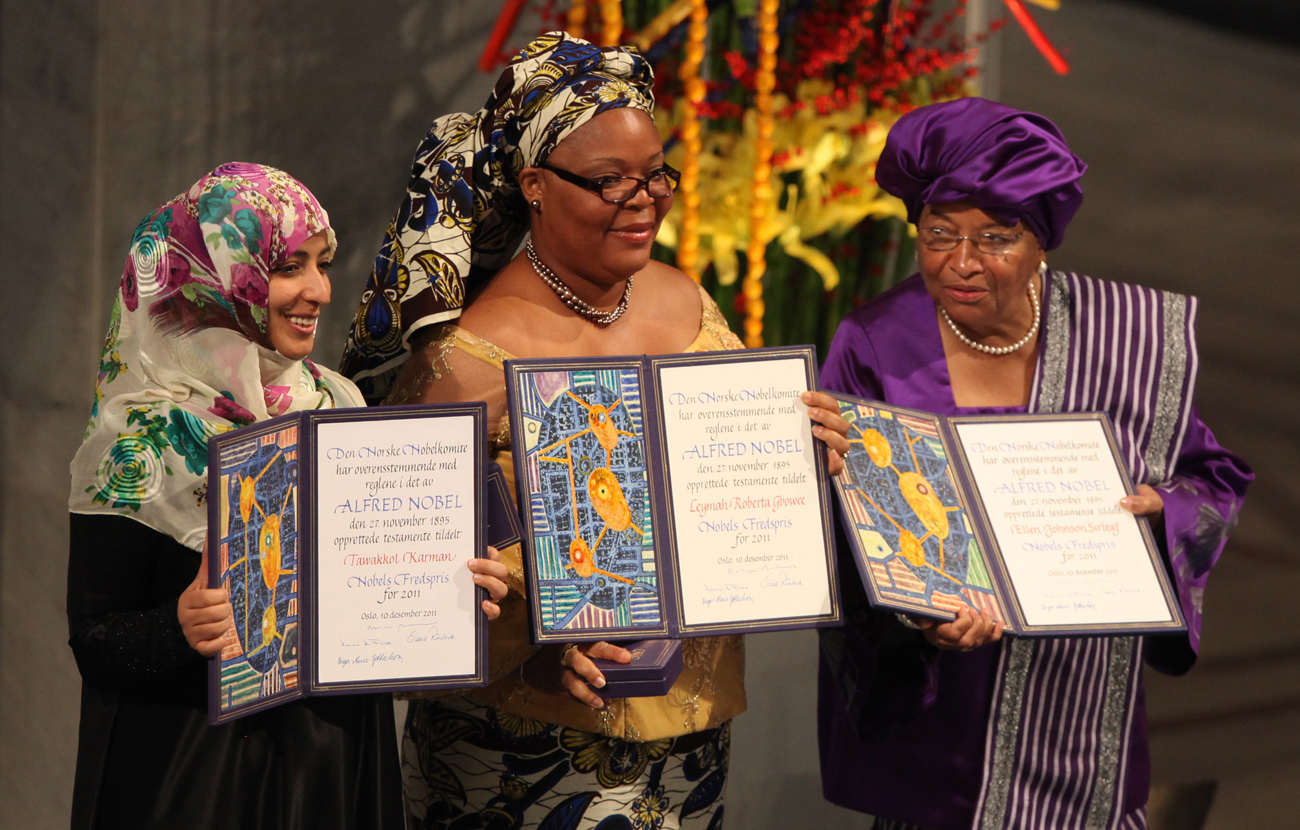
Слева направо: Таваккуль Карман, Лейма Гбови и Эллен Джонсон-Серлиф во время вручения Нобелевской премии мира, 10 декабря 2011 г.

Ещё она утверждала, что многие йеменские девочки страдают от недоедания больше, чем мальчики, которым пища достаётся в первую очередь; также обращала внимание на проблему женского образования: в Йемене две трети женщин — неграмотные.
В отличие от многих других членов партии «Ислах», Тавакуль Карман выступает против ранних браков и считает, что минимальный брачный возраст для женщины должен составлять 17 лет. В сообщении для «Human Rights Watch» она отметила, что революция в Йемене «была направлена на решение не только политических, но и социальных проблем, важнейшей из которых является проблема ранних браков». Карман считает, что её партия — наиболее открытая для женщин, хотя многие другие члены «Ислаха» имеют придерживаются иного мнения, и поясняет:

Нашей партии нужна молодёжь, но и молодёжи нужны партии, помогающие им организоваться. Без этого не достичь успехов в свержении этого режима. И мы не хотим, чтобы международное сообщество обозначало нашу революцию как исключительно исламскую.
Оригинальный текст (англ.)Our party needs the youth but the youth also need the parties to help them organise. Neither will succeed in overthrowing this regime without the other. We don't want the international community to label our revolution an Islamic one.

Карман возглавляла акции протеста против коррупции. Требования отставки Салеха усилились после того, как земля в окрестностях города Ибб, принадлежавшая местным крестьянам, была присвоена коррумпированным местным руководителем.
Карман заявляет о своей независимости от иностранного влияния: «Да, у меня есть близкие стратегические связи с американскими правозащитными организациями, американскими послами и другими чиновниками Госдепа США. Я также поддерживаю связи с активистами из большинства европейских и арабских стран. Но это — взаимоотношения на равных; я — не их подчинённая». Выступая перед аудиторией в Мичиганском Университете, Карман так резюмировала свои политические взгляды: «Я — гражданка мира. Земля — моя страна, человечество — моя нация».

### Конфликт в Египте
Во время протестов в Египте и последовавшего военного переворота в 2012-2013 годах, Карман поддерживала требования протестующих об отставки Президента Египта Мухаммеда Мурси, но при этом критически отнеслась к военному решению конфликта, силовому отстранению Мурси, приостановке действия Конституции и запрете участия «Братьев-мусульман» в египетской политике; отмечала, что несмотря на всё, Мурси был первым демократически избранным правителем Египта, а Конституция была поддержана 60% населения на референдуме, и что военный переворот подорвёт веру в демократию и приведёт к усилению экстремистских группировок.
Карман попыталась въехать в Египет, чтобы принять участие в протестах против военного переворота, однако военные власти Египта запретили ей это делать, задержали и депортировали обратно в Сану. Позднее Карман осудила осуществлённые военной хунтой применение силы против демонстраций в поддержку Мурси и аресты сторонников «Братьев-мусульман» среди высокопоставленных чиновников и военнослужащих.

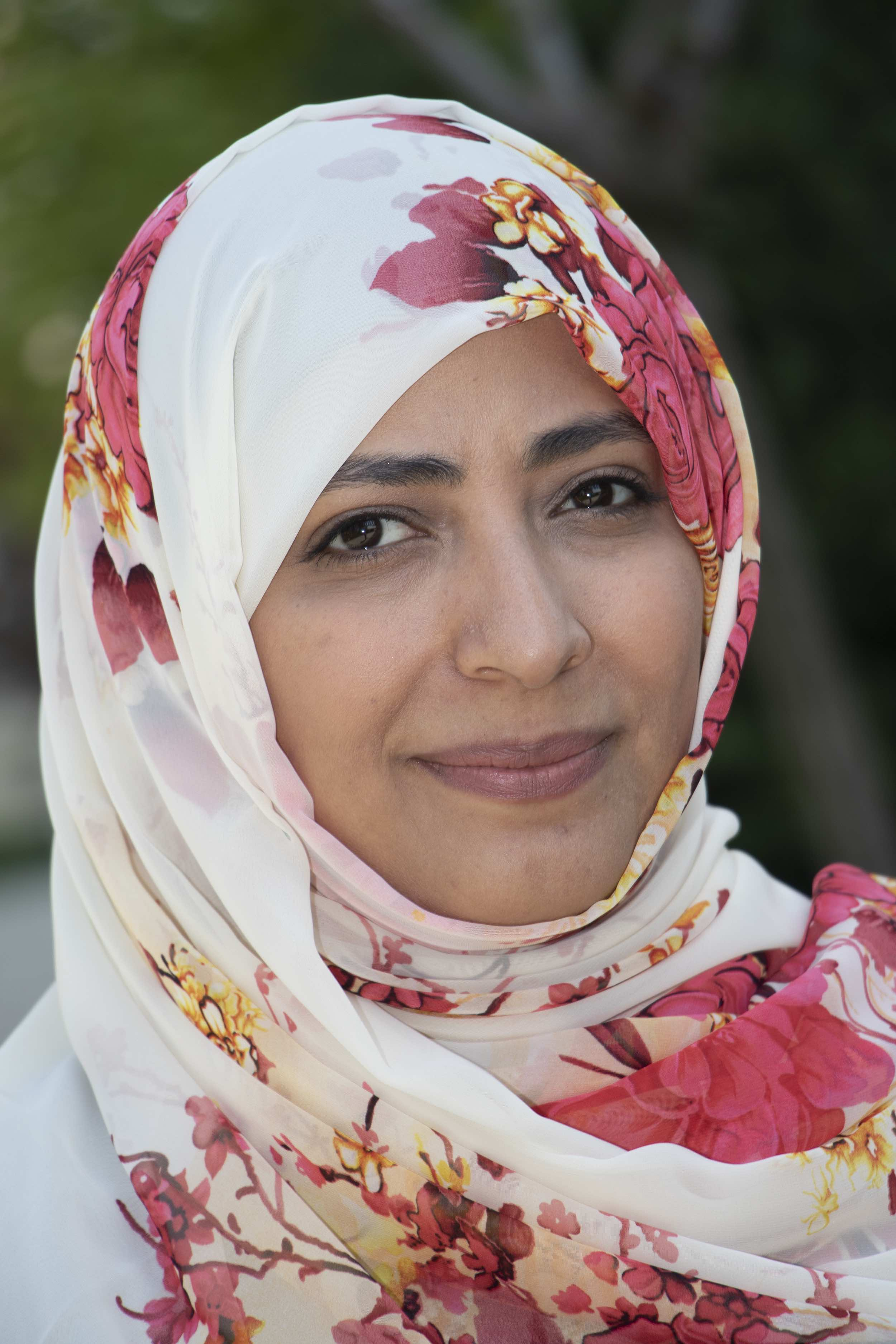
Карман в 2018 году

### Конфликт в Йемене
Карман выступает и против шиитского мятежа, и против действий «Аль-Каиды на Аравийском полуострове», считая то и другое угрозой национальному суверенитету Йемена. И шиитскую, и суннитскую группировку она обвиняет в попытках намеренно дестабилизировать ситуацию и свергнуть правительство Йемена. Хуситов Карман обвиняет в получении иностранной финансовой помощи от правительства Ирана, но полагает, что иностранцы оставляют хуситов в одиночестве с тех пор, как они тоже стали воевать против «Аль-Каиды». Когда было объявлено об интеграции хуситов в йеменскую армию, Карман заявила, что нельзя интегрировать тех из них, кто отказывался сдать оружие.
В ответ на события января 2015 года, произошедшие в ходе вооружённого конфликта, она сказала, что допускает возможность сотрудничества между бывшим президентом Салехом и хуситскими повстанцами, направленного на «отмену» революции 2011 года и прерывание переходного процесса.

## Журналистика
Тавакуль Карман сотрудничала с йеменской газетой «Аль-Тхавра» (Al-Thawrah) в марте 2005 года, когда она основала «Журналисток без цепей». Член «Синдиката йеменских журналистов» (англ. Yemeni Journalists' Syndicate).